# Autostrada A13 (Rumunia)
Autostrada A13 w Rumunii – autostrada w Rumunii o planowanej długości 300 kilometrów, z czego dziś nie wykonany jest ani jeden odcinek. Aktualnie przetarg jest ogłoszony na odcinku od połączenia z A1 w Boița do Fogaraszu. Jej całkowita trasa będzie biec od Sybinu przez Braszów do Bacău. 